# 道の駅上野
道の駅上野（みちのえき うえの）は、群馬県多野郡上野村にある国道299号の道の駅である。

## 沿革
- 1994年（平成6年）8月4日 - 道の駅に登録される。
- 2015年（平成27年）
  - 1月30日 - 重点道の駅候補に選定される[1]。
  - 7月 - 西上州4町村（下仁田町、南牧村、上野村、神流町）で道の駅包括連携協定を締結[2]。
- 2016年（平成28年）1月27日 - 国土交通省により平成27年度重点「道の駅」に選定される[3]。

## 施設
- 駐車場（普通車75台、大型車2台、身障者用5台、二輪車専用32台）
- トイレ（男27、女14、障害者用2）
- 公衆電話
- 道の駅お土産ショップ
- 道の駅内レストラン
- 道の駅内菓子工房
- 銘木工芸館
- 森林科学館

## アクセス
- 国道299号

## 周辺
- 神流川 (利根川水系)
- 慰霊の園
- 上野村役場
- 上野村立上野小学校
- 上野村村民プール
- 新羽郵便局
- 不二洞
- 白水の滝 (群馬県)
- 浜平鉱泉
- 上野ダム
- 国道462号（十石峠街道）
- 上野村農業協同組合本所
  - 多野藤岡農業協同組合万場支店JA上野村代理店